# Lotte World Tower
Lotte World Tower à noite
Lotte World Tower (coreano: 롯데 월드 타워) é um arranha-céu de 123 andares e 556 metros de altura em Seul, Coreia do Sul. É o edifício mais alto na península coreana, um título que anteriormente era detido pelo Ryugyong Hotel em Pyongyang, na Coreia do Norte.

## Histórico
Depois de 13 anos de preparação e planejamento, a torre ganhou a aprovação final para começar a construção pelo governo em novembro de 2010 e as primeiras atividades de montagem da  estrutura começaram no canteiro de obras em março de 2011.
No ano novo de 2016, pixel de LED na fachada mostraram "2016". Em 27 de março de 2016, quando a torre ainda estava em construção, dois fotógrafos russos Vitaly Raskalov e Vadim Makhorov subiram ao topo da grua e tiraram fotos e um vídeo. Eles entraram no local da construção sem permissão. Devido à conscientização do público sobre o possível ataque de um agente norte-coreano, a segurança foi notificada sobre essa intrusão.
Em 2 de abril de 2017, o Lotte Group disparou fogos de artifício para celebrar a abertura oficial do edifício.